# Futbol'nyj Klub Ural
Il Futbol'nyj Klub' Ural Sverdlovskaja Oblast' (in russo Футбольный клуб Урал Свердловская область?, "club calcistico Ural dell'oblast' di Sverdlovsk"), meglio noto come Ural, è una società calcistica russa della città di Ekaterinburg. Milita in Pervaja Liga, la seconda divisione del campionato russo di calcio, e disputa le partite interne nello Stadio Centrale di Ekaterinburg.

## Storia

### Periodo Sovietico
Il club è stato fondato nel 1930 con il nome di Komanda Uralmašstroja: la sua storia, infatti, è strettamente legata a quelle delle industrie Uralmaš. Nel 1933 il club cambiò nome in Komanda Uralmašzavoda, nome che conservò fino al 1947, quando si trasformò in Avangard.
L'esordio nei campionati sovietici avvenne verso la fine della seconda guerra mondiale, quando la squadra prese parte alla Vtoraja Gruppa, l'allora seconda serie del campionato sovietico di calcio. Vi rimase fino al 1968, cambiando nome nel 1958 in Mašinostroitel' e dal 1960 in Uralmaš: nel 1968 vinse la Vtoraja Gruppa, raggiungendo per la prima volta la massima serie. L'esperienza, però, durò solo una stagione: nel 1969, infatti, la squadra finì prima nona nel Girone 1 e infine ultima nel girone di retrocessione, retrocedendo.
Nel 1972 perse per la prima volta il posto in seconda serie, finendo diciottesimo e retrocedendo. La riconquistò subito nel 1973, vincendo sia la Zona 5 di Vtoraja Liga che le finali. Nel biennio 1975-1976 la storia si ripeté: la squadra prima retrocesse per poi vincere sia la Zona 5 di Vtoraja Liga che le finali.
L'ultimo posto nella Pervaja Liga 1980 costrinse la squadra a militare in Vtoraja Liga, per un periodo molto più lungo: nemmeno la vittoria della Zona 3 consentì il ritorno in seconda serie, perché il club finì terzo nel Girone C di finale. Nel 1990, però, il club vinse il Girone Centro, tornando in seconda serie dopo dieci anni.
Da ricordare anche la conquista dei quarti di finale in Coppa dell'Unione Sovietica avvenuta in tre occasioni: nelle edizioni del 1965-'66, 1967-'68 e 1990-'91.

### Periodo russo
La permanenza in seconda serie nel 1991 equivalse alla promozione nella Vysšaja Liga, massima serie del neonato campionato russo di calcio. La nuova esperienza in massima serie durò cinque stagioni, durante le quali la squadra ottenne come massimo risultato l'ottavo posto, conquistato sia nel 1993 che nel 1995. Nel 1996 partecipò per la prima volta ad una competizione europea, la Coppa Intertoto: in questa competizione riuscì a vincere il proprio girone, ma fu eliminato in semifinale dai danesi del Silkeborg Idrætsforening; nella stessa stagione la squadra finì sedicesima in Vysšaja Liga retrocedendo.
L'anno dopo il club andò incontro ad una nuova retrocessione, finendo in terza serie; in questa categoria rimase sempre nelle prime posizioni: il peggio risultato fu un settimo posto nel 1999. Nel 2001, pur vincendo il proprio girone, non ottenne l'accesso alla seconda serie, perdendo una delle tre finali play-off contro lo SKA-Ėnergija (1-1 in trasferta, 2-2 in casa).
L'anno seguente vinse nuovamente il proprio girone, ottenendo la promozione: nel 2003, cambiò nome in Ural, ma retrocesse immediatamente. Fu, comunque, una retrocessione temporanea: nel 2005, infatti, vinse immediatamente il proprio girone (terza vittoria in quattro anni), tornando in seconda serie.
Al termine della stagione 2012-'13 la squadra vinse la PFN Ligi, riconquistando la massima serie dopo sedici anni.

## Palmarès

### Competizioni nazionali
- PFN Ligi: 1

2012-2013
- Pervaja Liga: 1

1968 (Gruppo 3 e Girone finale)
- Vtoraja Liga: 4

1973 (Gruppo 5 e Girone finale), 1976 (Gruppo 5 e Girone finale), 1988 (Gruppo 3), 1990 (Girone Centro)
- Vtoroj divizion: 3

2001 (Girone Urali), 2002 (Girone Urali), 2004 (Girone Urali-Volga)
- Kubok FNL: 3

2012, 2013, 2018

### Altri piazzamenti
- Pervaja Liga:

Terzo posto: 1991
- Coppa di Russia:

Finalista: 2016-2017, 2018-2019
Semifinalista: 2007-2008, 2019-2020, 2022-2023
- Coppa Intertoto UEFA:

Semifinalista: 1996

## Statistiche e record

### Partecipazione ai campionati

#### Unione Sovietica
| Livello | Categoria        | Partecipazioni | Debutto | Ultima stagione | Totale |
| ------- | ---------------- | -------------- | ------- | --------------- | ------ |
| 1º      | Pervaja Gruppa A | 1              | 1969    | 1969            | 1      |
| 2º      | Vtoraja Gruppa   | 3              | 1947    | 1949            | 29     |
| 2º      | Klass B          | 10             | 1953    | 1962            | 29     |
| 2º      | Vtoraja Gruppa A | 6              | 1963    | 1968            | 29     |
| 2º      | Pervaja Gruppa A | 1              | 1970    | 1970            | 29     |
| 2º      | Pervaja Liga     | 9              | 1971    | 1991            | 29     |
| 3º      | Vtoraja Liga     | 12             | 1971    | 1990            | 12     |

#### Russia
| Livello | Categoria       | Partecipazioni | Debutto   | Ultima stagione | Totale |
| ------- | --------------- | -------------- | --------- | --------------- | ------ |
| 1º      | Vysšaja Liga    | 2              | 1992      | 1996            | 12     |
| 1º      | Prem'er-Liga    | 10             | 2013-2014 | 2022-2023       | 12     |
| 2º      | Pervaja Liga    | 1              | 1997      | 1997            | 10     |
| 2º      | Pervyj divizion | 7              | 2003      | 2010            | 10     |
| 2º      | PFN Ligi        | 2              | 2011-2012 | 2012-2013       | 10     |
| 3º      | Vtoroj divizion | 6              | 1998      | 2004            | 6      |

## Organico

### Rosa 2023-2024
| N. |                    | Ruolo | Calciatore        |
| -- | ------------------ | ----- | ----------------- |
| 2  | Croazia (bandiera) | D     | Silvije Begić     |
| 3  | Russia (bandiera)  | D     | Leo Goglichidze   |
| 5  | Russia (bandiera)  | D     | Andrei Yegorychev |
| 10 | Romania (bandiera) | A     | Eric Bicfalvi     |
| 13 | Russia (bandiera)  | P     | Dmitry Landakov   |
| 14 | Russia (bandiera)  | C     | Yuri Zheleznov    |
| 17 | Georgia (bandiera) | C     | Luka Tsulukidze   |
| 19 | Croazia (bandiera) | C     | Danijel Miškić    |

| N. |                        | Ruolo | Calciatore       |
| -- | ---------------------- | ----- | ---------------- |
| 22 | Russia (bandiera)      | D     | Mingiyan Beveyev |
| 23 | Russia (bandiera)      | C     | Timur Ajupov     |
| 24 | Bielorussia (bandiera) | D     | Jahor Filipenka  |
| 46 | Russia (bandiera)      | D     | Artyom Mamin     |
| 75 | Russia (bandiera)      | C     | Fanil Sungatulin |
| 79 | Russia (bandiera)      | A     | Aleksej Kaštanov |
| 98 | Russia (bandiera)      | P     | Nikita Alekseyev |
|    | Russia (bandiera)      | C     | Aleksej Ionov    |

### Rosa 2022-2023
| N. |                           | Ruolo | Calciatore        |
| -- | ------------------------- | ----- | ----------------- |
| 1  | Russia (bandiera)         | P     | Ilya Pomazun      |
| 2  | Croazia (bandiera)        | D     | Silvije Begić     |
| 3  | Russia (bandiera)         | D     | Leo Goglichidze   |
| 4  | Rep. del Congo (bandiera) | D     | Emmerson          |
| 5  | Russia (bandiera)         | D     | Andrei Yegorychev |
| 6  | Guinea (bandiera)         | C     | Ibrahima Cissé    |
| 7  | Russia (bandiera)         | A     | Aleksandr Jušin   |
| 9  | Serbia (bandiera)         | C     | Lazar Ranđelović  |
| 10 | Romania (bandiera)        | A     | Eric Bicfalvi     |
| 11 | Russia (bandiera)         | C     | Igor' Konovalov   |
| 13 | Russia (bandiera)         | P     | Dmitry Landakov   |
| 14 | Russia (bandiera)         | C     | Yuri Zheleznov    |
| 15 | Ucraina (bandiera)        | D     | Denys Kulakov     |
| 17 | Georgia (bandiera)        | C     | Luka Tsulukidze   |

| N. |                        | Ruolo | Calciatore              |
| -- | ---------------------- | ----- | ----------------------- |
| 18 | Russia (bandiera)      | C     | Yury Gazinsky           |
| 19 | Croazia (bandiera)     | C     | Danijel Miškić          |
| 20 | Paesi Bassi (bandiera) | A     | Rai Vloet               |
| 21 | Russia (bandiera)      | C     | Vyacheslav Podberyozkin |
| 22 | Russia (bandiera)      | D     | Mingiyan Beveyev        |
| 24 | Bielorussia (bandiera) | D     | Jahor Filipenka         |
| 27 | Russia (bandiera)      | C     | Oleg Shatov             |
| 46 | Russia (bandiera)      | D     | Artyom Mamin            |
| 70 | Russia (bandiera)      | C     | Ramazan Gadzhimuradov   |
| 75 | Russia (bandiera)      | C     | Fanil Sungatulin        |
| 77 | Russia (bandiera)      | C     | Oston Urunov            |
| 79 | Russia (bandiera)      | A     | Aleksej Kaštanov        |
| 94 | Russia (bandiera)      | D     | Ilya Bykovsky           |
| 98 | Russia (bandiera)      | P     | Nikita Alekseyev        |

### Rosa 2021-2022
Aggiornata al 20 agosto 2021.
| N. |                    | Ruolo | Calciatore               |
| -- | ------------------ | ----- | ------------------------ |
| 1  | Russia (bandiera)  | P     | Il'ja Pomazun            |
| 4  | Russia (bandiera)  | D     | Vladimir Rykov           |
| 5  | Russia (bandiera)  | C     | Andrej Egoryčev          |
| 6  | Polonia (bandiera) | C     | Rafał Augustyniak        |
| 8  | Russia (bandiera)  | C     | Roman Emel'janov         |
| 9  | Russia (bandiera)  | A     | Michail Ageev            |
| 10 | Romania (bandiera) | C     | Eric Bicfalvi            |
| 11 | Russia (bandiera)  | C     | Ramazan Gadžimuradov     |
| 14 | Russia (bandiera)  | C     | Jurij Železnov           |
| 15 | Ucraina (bandiera) | D     | Denys Kulakov (capitano) |
| 17 | Kosovo (bandiera)  | A     | Ylldren Ibrahimaj        |
| 18 | Serbia (bandiera)  | C     | Branko Jovičić           |

| N. |                    | Ruolo | Calciatore            |
| -- | ------------------ | ----- | --------------------- |
| 19 | Croazia (bandiera) | C     | Danijel Miškić        |
| 20 | Russia (bandiera)  | A     | Andrej Panjukov       |
| 21 | Russia (bandiera)  | C     | Vjačeslav Podberëzkin |
| 24 | Russia (bandiera)  | A     | Kirill Kolesničenko   |
| 25 | Russia (bandiera)  | D     | Ivan Kuz'mičev        |
| 30 | Russia (bandiera)  | C     | Aleksej Evseev        |
| 31 | Russia (bandiera)  | P     | Jaroslav Godzjur      |
| 34 | Georgia (bandiera) | C     | Luka Gagnidze         |
| 55 | Russia (bandiera)  | A     | Artëm Maksimenko      |
| 93 | Russia (bandiera)  | D     | Aleksej Gerasimov     |
| 95 | Russia (bandiera)  | D     | Arsen Adamov          |
| 98 | Russia (bandiera)  | D     | Islamžan Nasyrov      |